# De Vijf Werelddeelen (Antwerpen)
De Vijf Werelddeelen is een art nouveau gebouw gelegen op de hoek van de Schildersstraat en de Plaatsnijdersstraat in Antwerpen. In de volksmond staat het gebouw ook bekend als 'Het bootje'. Het gebouw wordt gezien als één van de bekendste art nouveaugebouwen in Antwerpen.

## Geschiedenis
Het ensemble bestaat uit drie, oorspronkelijk vier, burgerhuizen en werd ontworpen in 1901 door architect Frans Smet-Verhas. Smet-Verhas was een van de belangrijkste figuren binnen de art-nouveaubeweging in Antwerpen. Het pand is gelegen vlak bij het Koninklijk Museum voor Schone Kunsten.
Het pand werd ontworpen in opdracht van scheepsbouwer Petrus Roeis. Op de gevel zijn zijn initialen te zien. Het gebouw is opgebouwd uit gele bakstenen en gedecoreerd met siermetselwerk. Op de hoek van het pand is op de tweede verdieping een balkon geplaatst dat de vorm heeft van de boeg van een boot, waardoor dit deel van het gebouw ook bekend staat als 'Het bootje'.
Het hoekpand kreeg op 31 maart 1976 de status van monument. De twee naastgelegen panden kregen hun monumentenstatus op 8 juni 1988. Naast enkele wooneenheden zijn er ook kantoren in het pand gevestigd. Op de begane grond van het pand bevinden zich de kantoren van het consulaat van Chili. In 2012 werd de ereconsul van Chili eigenaar van het pand.

## Postzegel
Het pand werd in 1995 vereeuwigd op een postzegel.

## Galerij

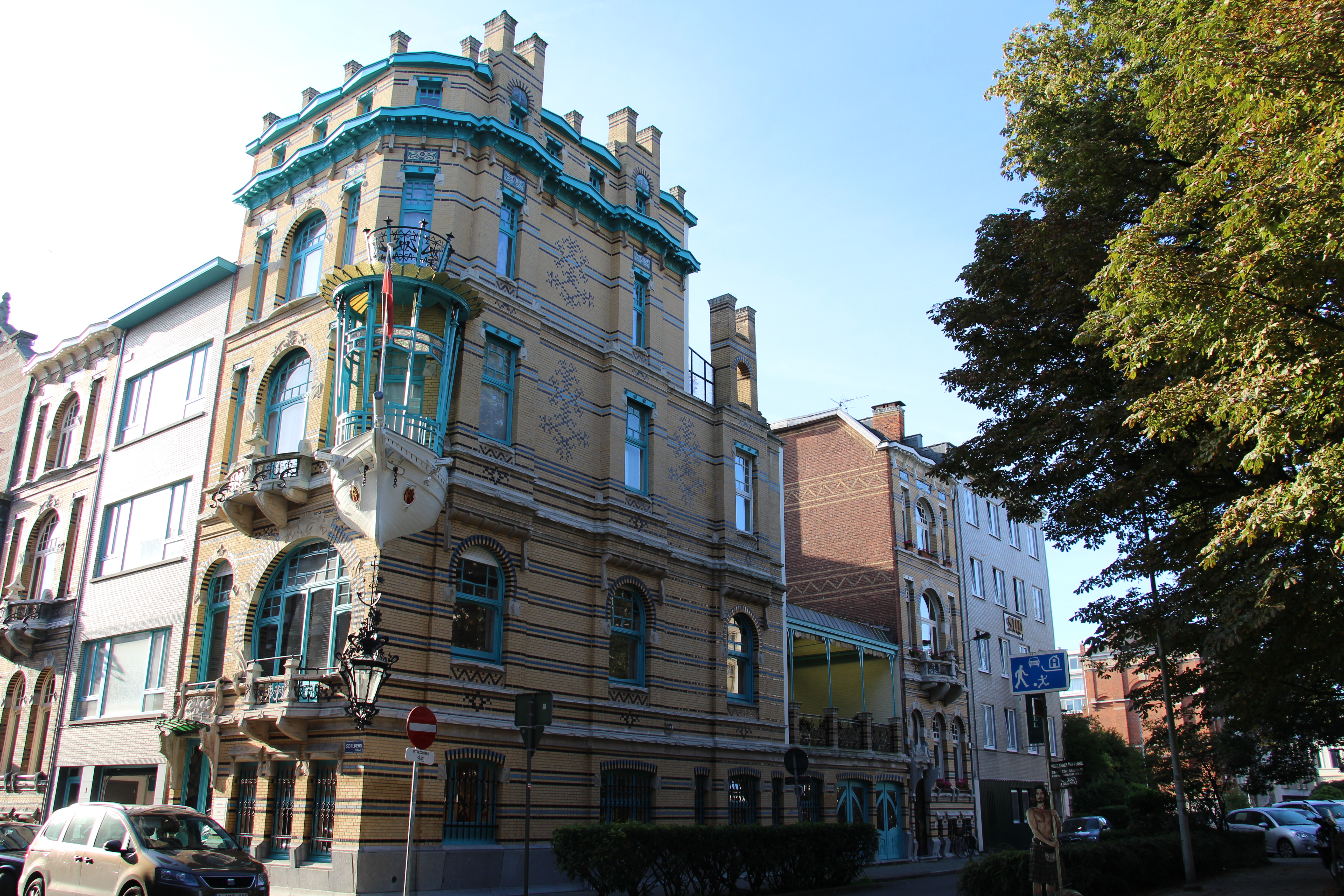
Hoekpand
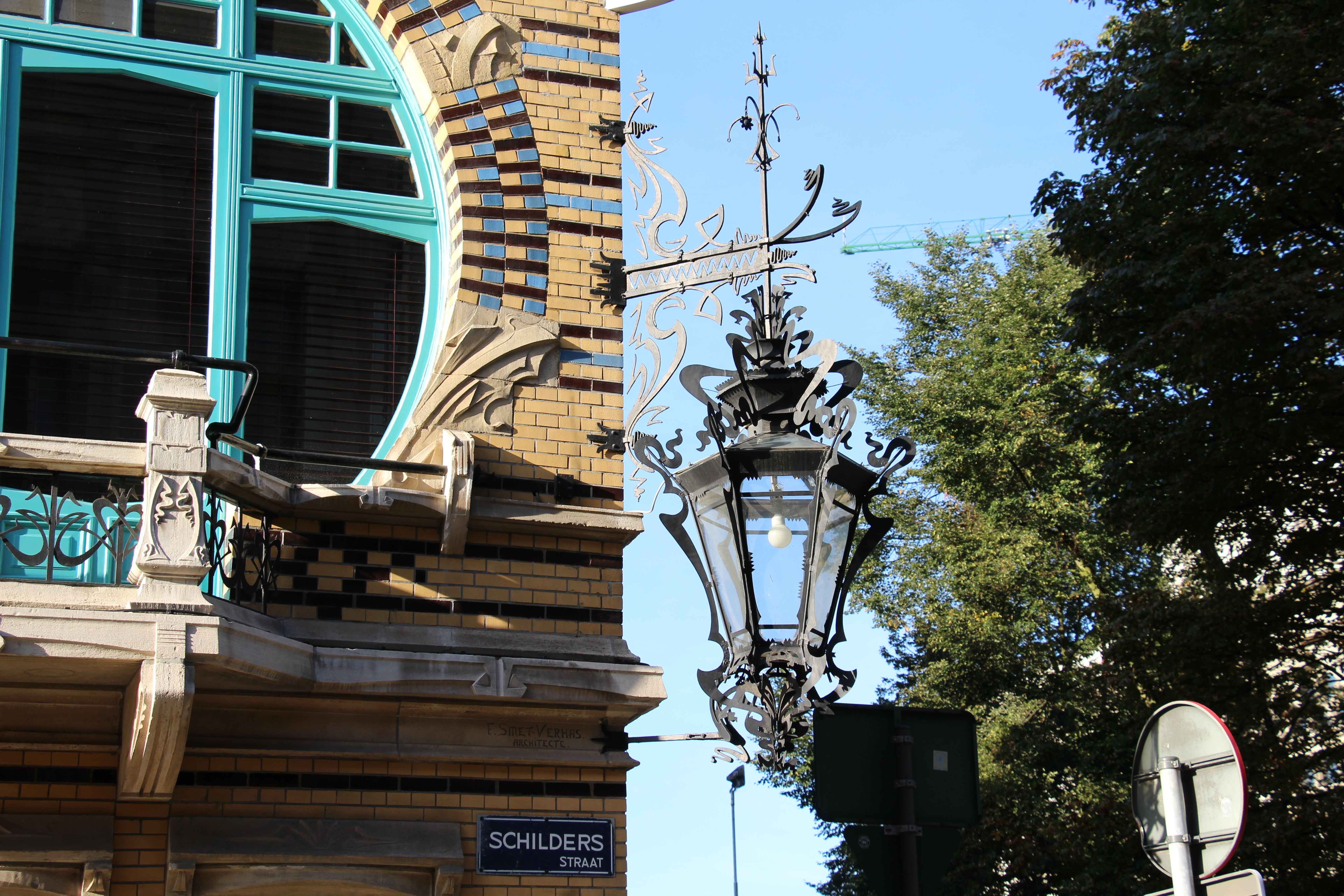
Lantaarn
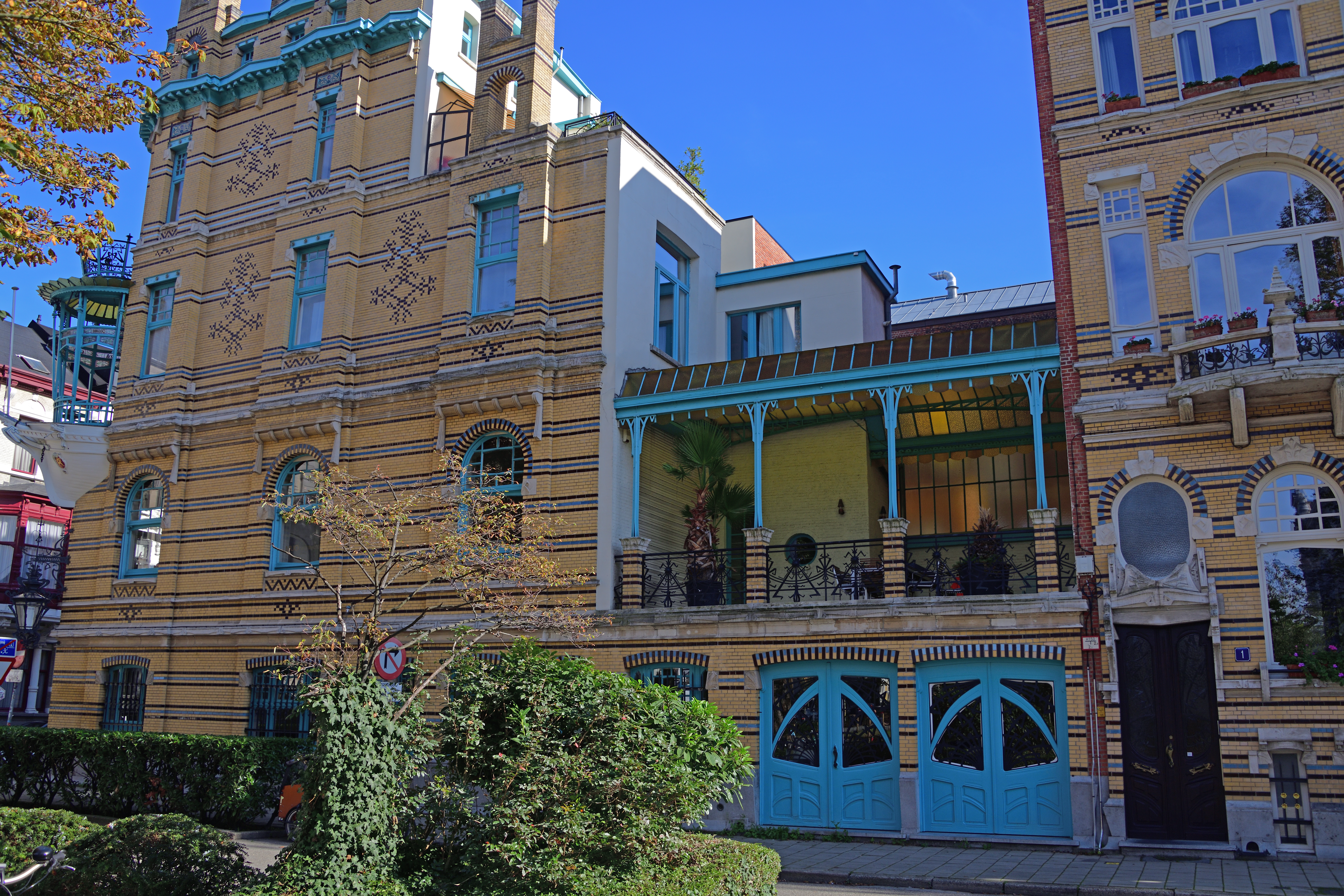
Zijkant van het gebouw